# Vodice, Dobrepolje
Vodice so zaselek v Občini Dobrepolje. Nastale so na odmaknjenem kraju, na hribu ob dobrepoljski dolini kot pristava čušperške gospoščine. Ime naj bi kraj dobil po nekdanjih izvirih, od katerih vztraja le še studenec Pri bajerju, ki velja za najdaljši nadzemno tekoči studenec na območju Dobrepolja.